# Геометрия чисел
Геометрия чисел — раздел теории чисел, созданный Минковским в 1894 году.
В общих чертах эту теорию можно охарактеризовать как применение в теории чисел геометрических понятий и методов.
Сам Минковский исследовал взаимоотношения между выпуклыми множествами и целочисленными решётками в многомерном пространстве.
Если уравнение или неравенство имеет решение в целых числах, то это означает, что геометрическое тело, определяемое этим уравнением или неравенством, содержит одну или более точек целочисленной решётки.
В ходе исследований была доказана фундаментальная теорема Минковского о выпуклом теле, из которой автор получил ряд важных следствий в теории линейных и квадратичных форм, а также в теории диофантовых приближений.
Впоследствии существенный вклад в геометрию чисел внесли Вороной, Морделл, Дэвенпорт, Зигель и другие.